# 에베르트 콘세이상
에베르트 윌리앙 카르발류 다 콘세이상 소자(브라질 포르투갈어: Hebert William Carvalho da Conceição Sousa, 1998년 2월 28일~)는 브라질의 권투 선수로 2020년 하계 올림픽에서 미들급 금메달을 획득했다.